# Françoise de Brézé
Françoise de Brézé, född 1515, död 1577, var en fransk hovfunktionär. Hon var regent av furstendömet Sedan från 1553 till 1559. 
Françoise de Brézé var dotter till Diane de Poitiers och Louis de Brézé. Hon gifte sig med Robert IV de La Marck år 1538. 
Hon var Première dame d'honneur till Frankrikes drottning Katarina av Medici 1547–1559 och Dame (statsfru) hos densamma 1560–1570.  Från 1553 och framåt, när hon var regent i Sedan, torde hon i praktiken ha överlåtit sina uppgifter som hovfunktionär åt Madeleine Buonaiuti, som var dame d'atours och därmed enligt protokollet hennes ersättare. Även hennes syster Louise och hennes mor var formellt sett anställda som hovdamer, i deras fall som två av de 22 Dames, hos drottningen. 
Hennes make var regerande furste av furstendömet Sedan. Under hans tid i fångenskap 1552–1556 och efter hans död och fram till att deras son Henri Robert de La Marck blev myndig 1559, styrde Françoise de Brézé Sedan. Hon har fått ett gott omdöme som regent, ska ha hållit furstendömets ekonomi i gott skick och genomfört flera nödvändiga offentliga byggnationer och åtgärder. 